# Zasłona dymna

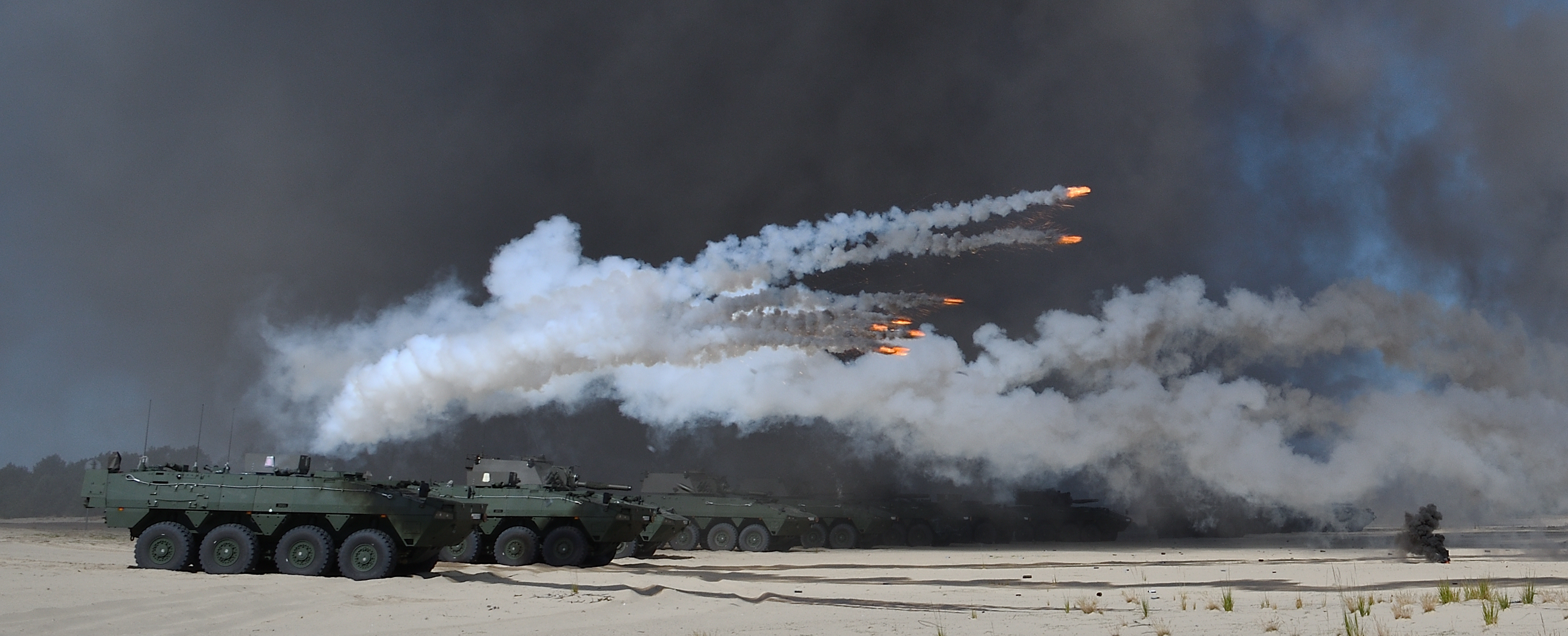
Stawianie zasłony dymnej za pomocą granatów GAK-81

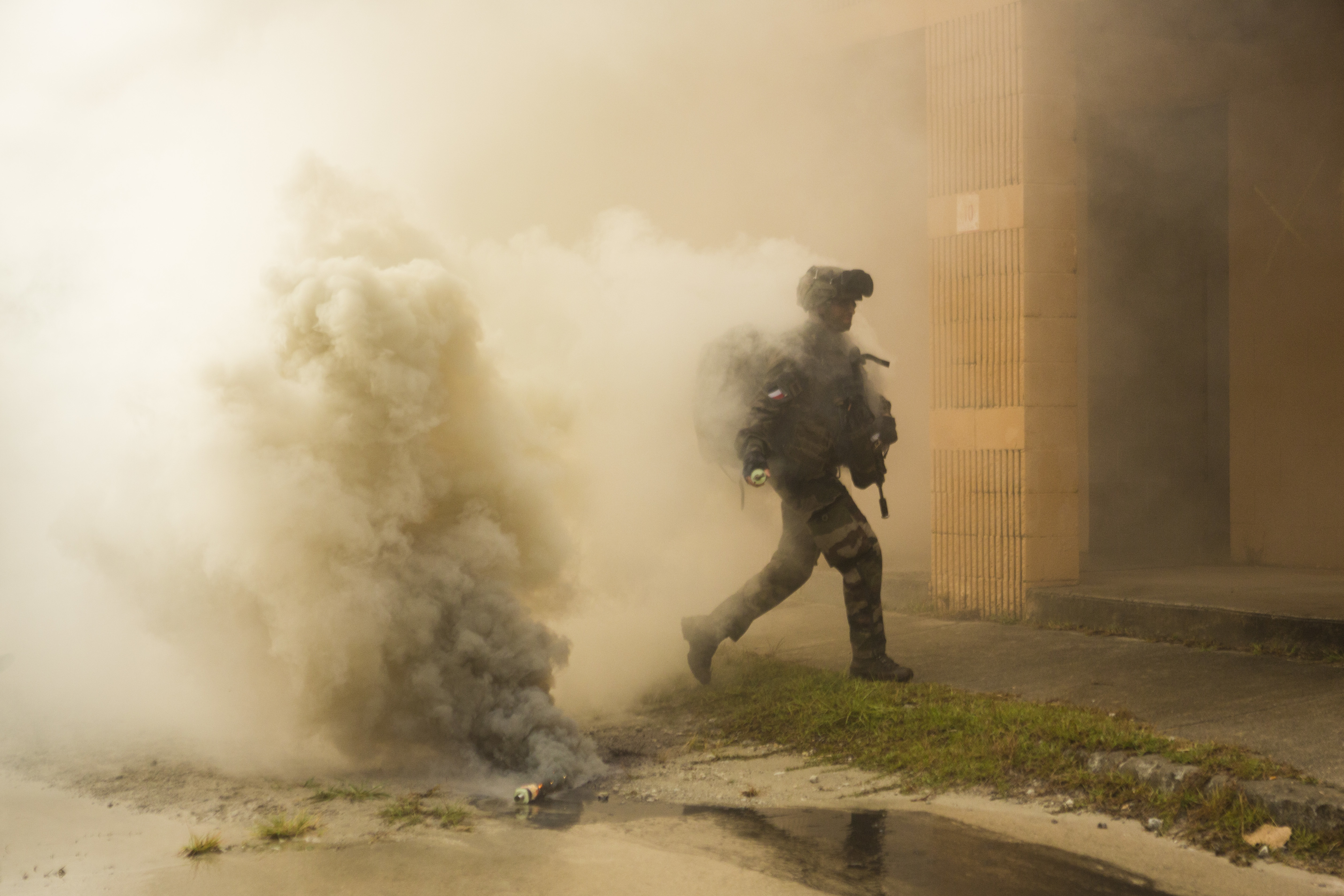
Żołnierz przemieszczający się pod osłoną zasłony dymnej

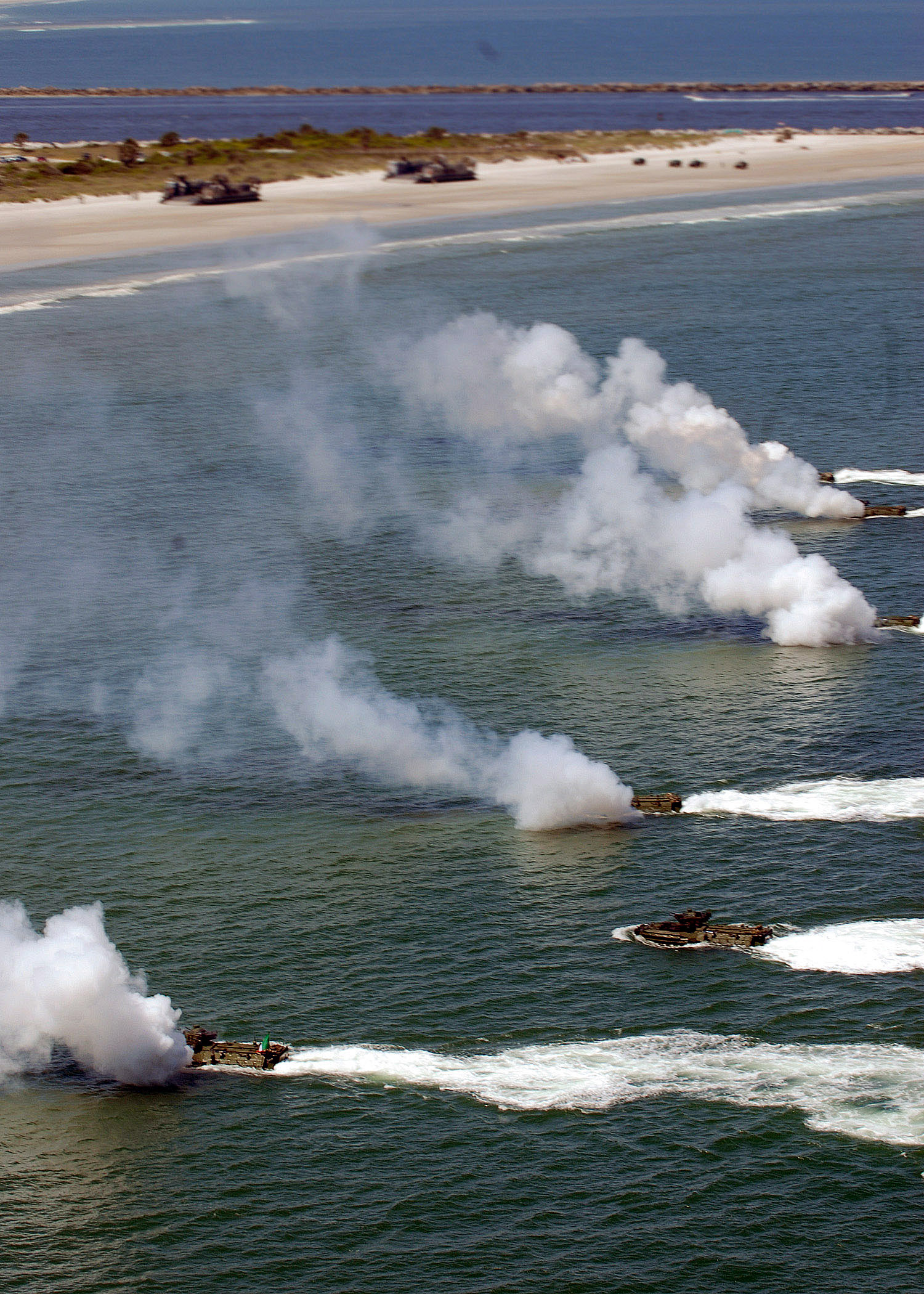
Stawianie zasłony dymnej przez pływające transportery opancerzone

Zasłona dymna – chmura dymu stosowana w wojsku dla ukrycia jednostek lub stanowisk ogniowych, do sygnalizacji oraz utrudniania obserwacji terenu przeciwnikowi . 

## Charakterystyka
Może także służyć w celach ofensywnych do maskowania pozycji i utrudniania naprowadzania ognia podczas szturmu. Zasłony dymne powstają wskutek spalania substancji dymotwórczych i ich mieszanek (np. indygo, chloran potasu, azotan potasu, dekstryna, laktoza, auramina, rodamina, błękit metylenowy, oranż metylowy. Do stawiania zasłon dymnych stosuje się:  (indywidualnie przez żołnierza) – świecę dymną lub granat dymny, a na masową skalę –  agregaty dymotwórcze np. GD-1, GD-2 na ciężarówce Star 266, WDZ-80 do śmigłowców.

## Podział
Typy zasłon dymnych
- zasłony maskujące
- zasłony oślepiające
- zasłony pozorne

W zależności od kierunku frontu:
- zasłony czołowe
- zasłony skrzydłowe.
- zasłony tyłowe

W zależności od sposobu wykonania:
- zasłony ruchome
- zasłony nieruchome